# Pjotr Michailowitsch Wolkonski

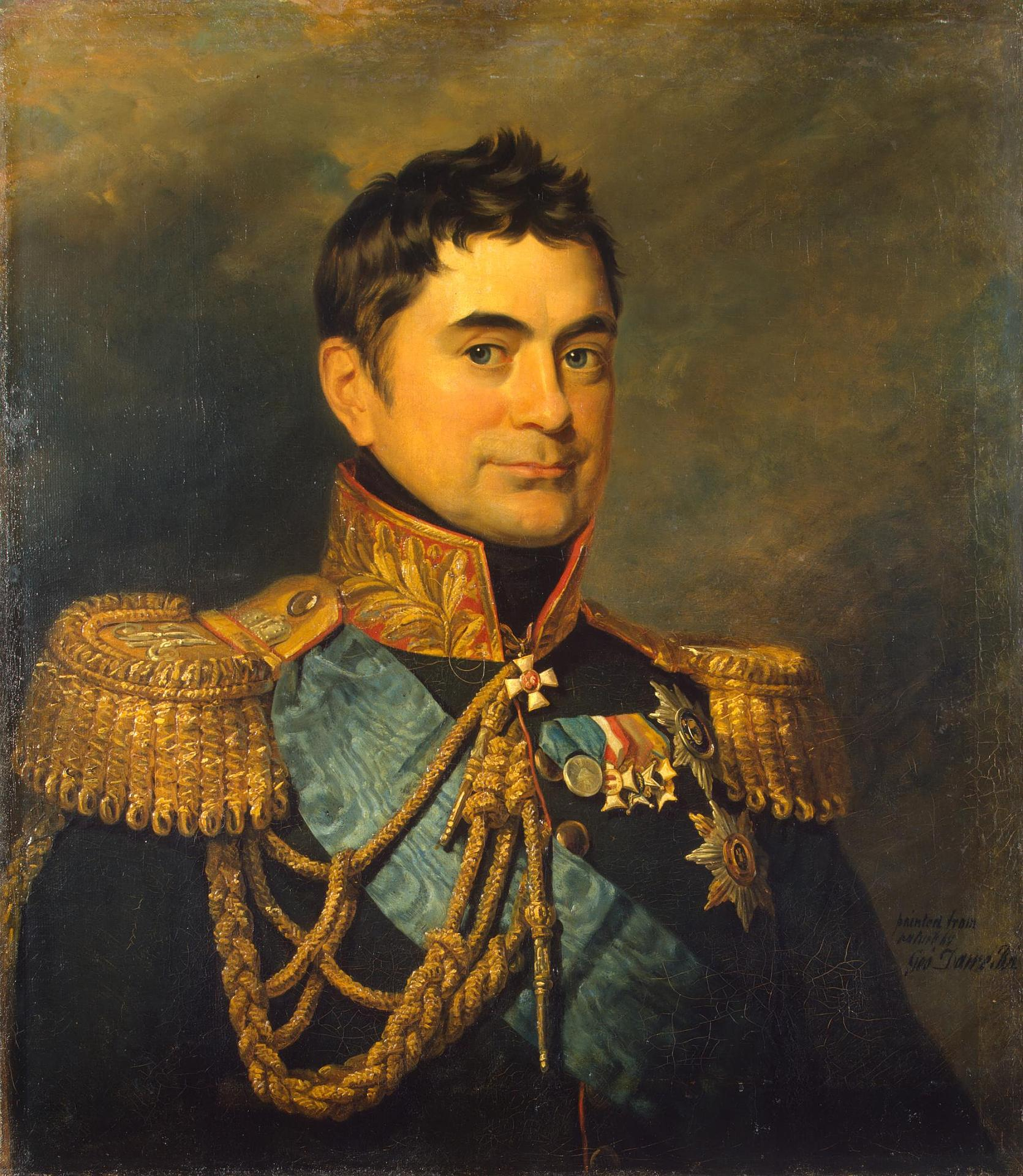
Porträt von George Dawe in der Militärgalerie des Winterpalastes

Pjotr Michailowitsch Wolkonski (russisch Пётр Михайлович Волконский, wiss. Transliteration Pëtr Michajlovič Volkonskij) (* 25. Apriljul. / 6. Mai 1776greg. in St. Petersburg; † 27. Augustjul. / 8. September 1852greg. ebenda) war ein russischer Knjas. Er war von 1814 bis 1823 Chef des Generalstabs der russischen Armee, ab 1826 Minister des kaiserlichen Hofes und wurde 1850 zum Feldmarschall ernannt.

## Herkunft und Familie
Pjotr Michailowitsch Fürst Wolkonski stammt aus dem Adelsgeschlecht Wolkonski und soll nach der Überlieferung von Rjurik, dem russischen Reichsgründer abstammen, und zwar von Swiatoslaw II., 1076 Großfürst von Kiew, und Begründer des Zweiges Tschernigow der Rurikiden.
Sein Vater Fürst Michail Petrowitsch Wolkonski (1746–1796) war Leutnant der Leibgarde des Kavallerieregiments, die Mutter Elisaveta Petrowna (1753–1796) war die Tochter des Architekten Fürst Pjotr Wassiljewitsch Makulow (1730–1778). Peter Michailowitsch heiratete seine Cousine Sophia Grigorijewna Wolkonski (1787–1868). Der gemeinsame Sohn Grigori Petrowitsch Fürst Wolkonski (* 1808 in Sankt Petersburg; † 1882 in Nizza) gründete den baltischen Zweig der Wolkonskis.

## Leben
Wolkonski wählte den Soldatenberuf, machte schnell Karriere und stieg zum Generaladjutanten des Kaisers auf. Im Feldzug von 1805 war Prinz Wolkonski General in der Armee des Generals Fürst Kutusow und zeichnete sich in der Schlacht von Austerlitz aus. Er ergriff dabei persönlich die Fahne des Regiments Fanagori und griff mit der Brigade Kamenskoi an, wobei dem Gegner zwei Geschütze beim Gegenangriff abgenommen wurden. Für diesen Einsatz wurde ihm der Orden des Heiligen Georg 3. Klasse verliehen. Nach dem Frieden von Tilsit wurde er 1808 nach Frankreich gesandt, um die Struktur der französischen Armee und dessen Generalstabs zu studieren. Nach seiner Rückkehr wurde er 1810 zum Leiter der kaiserlichen Suite ernannt und erhielt den Titel eines Generalquartiermeisters. Prinz Wolkonski organisierte das Armeekommando nach französischem Vorbild und kann als Begründer des russischen Generalstabs angesehen werden.
Während des Vaterländischen Krieges von 1812 war Prinz Wolkonski Mitglied des kaiserlichen Hofes und enger Berater des Zaren Alexander I., dem er den Rückzug der russischen Truppen in das befestigte Lager von Drissa vorschlug. Im Feldzug von 1813 und 1814 fungierte Wolkonski bereits im vollen Rang eines Chefs des Generalstabes, über seine Kanzlei liefen alle militärischen Entscheidungen zwischen Moskau und den Zaren. Im August 1814 begleitete er den Zaren zum Kongress nach Wien. Nach der Nachricht von Napoleons Flucht von der Insel Elba wurden ihm vollständige Befehlsgewalt für den neuen Aufmarsch der russischen Armee von der Weichsel zum Rhein übertragen.
Nach dem Krieg und seiner Rückkehr nach Petersburg fungierte er von 1816 bis 1823 als Chef des Generalstabs und als Direktor des Militär-Topografischen Hauptamt der russischen Armee. Nach einem Konflikt mit dem Kriegsminister Graf Alexei Araktschejew musste er im April 1823  zurücktreten.
Am 22. August 1826 wurde er zum Erb- und Kabinettschef des Kaisers ernannt. Mit allerhöchstem Dekret vom 30. August 1834 wurde er zum Minister des kaiserlichen Gerichts, zum Generaladjutant des Zaren und zum General der Infanterie ernannt. Am 27. August 1837 wurde er Generalinspekteur aller Reservetruppen, gleichzeitig verblieb er Mitglied des Reichsrates. Für seine Verdienste wurde ihm am 30. August/11. September 1834 das erbliche Prädikat Durchlaucht (Svietlost) verliehen. Ferner wurde er zum Ritter des St. Andreas-Ordens, des Seraphinenorden, und am 18. Mai 1813 des Schwarzen Adlerordens ernannt. Nach Beendigung seiner Karriere wurde er am 6. Dezember 1850 noch zum russischen Feldmarschall erhoben. Seit 1813 war er Ehrenmitglied der Russischen Akademie der Wissenschaften in Sankt Petersburg. Er starb am 6. September 1852 in Peterhof.